# 栄州 (四川省)
栄州（えいしゅう）は、中国にかつて存在した州。唐代から明初にかけて、現在の四川省栄県一帯に設置された。

## 概要
618年（武徳元年）、唐により隋の資陽郡大牢県の地に栄州が置かれ、公井・大牢・威遠の3県を管轄した。627年（貞観元年）、旭川・婆日・至如の3県が置かれた。628年（貞観2年）、瀘州の隆越県が分割されて合併された。632年（貞観6年）、州治を公井県から大牢県に移し、嘉州の資官県が分割されて合併された。634年（貞観8年）、瀘州の和義県が分割されて合併され、婆日・至如・隆越の3県が廃止された。651年（永徽2年）、州治を旭川県に移した。742年（天宝元年）、栄州は和義郡と改称されたが、大牢県は応霊県と改称された。758年（乾元元年）、和義郡は栄州の称にもどされた。栄州は剣南道に属し、旭川・応霊・公井・威遠・資官・和義の6県を管轄した。
宋のとき、栄州は潼川府路に属し、栄徳・応霊・威遠・資官の4県を管轄した。
1376年（洪武9年）、明により栄州は栄県に降格し、嘉定州に属した。